# سان ماورو تورینزه
سان ماورو تورینزه (به ایتالیایی: San Mauro Torinese) یک کومونه در ایتالیا است که در استان تورین واقع شده‌است. سان ماورو تورینزه ۱۲ کیلومتر مربع مساحت و ۱۸٬۹۲۵ نفر جمعیت دارد و ۲۱۱ متر بالاتر از سطح دریا واقع شده‌است.

## خواهرخوانده
شهرهای Mirande و لا انبا خواهرخوانده‌های سان ماورو تورینزه هستند.